# Milward L. Simpson

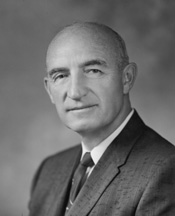
Milward L. Simpson

Milward Lee Simpson (* 12. November 1897 in Jackson, Wyoming; † 11. Juni 1993 in Cody, Wyoming) war ein US-amerikanischer Politiker (Republikanische Partei), der von 1955 bis 1959 als 23. Gouverneur des Bundesstaates Wyoming amtierte und diesen von 1962 bis 1967 im US-Senat vertrat.

## Werdegang
Simpson wuchs im Wind-River-Indianerreservat auf, arbeitete dann als Kohlebergmann, Tagelöhner, Cowboy und halbprofessioneller Baseballspieler. Während des Ersten Weltkriegs diente er als Unterleutnant der Infanterie. Nach dem Krieg erwarb er an der University of Wyoming einen Bachelor of Science, ging dann an die Law School der Harvard University und wurde 1926 als Anwalt in Wyoming zugelassen.
Er entschied sich 1927 eine politische Laufbahn einzuschlagen, als er für einen Sitz im Repräsentantenhaus von Wyoming kandidierte und nach erfolgreicher Wahl dort bis 1929 verblieb. Dann war er von 1943 bis 1955 Präsident des Kuratoriums der University of Wyoming. Ferner kandidierte er 1940 erfolglos für einen Sitz im US-Senat, jedoch wurde er 1954 zum Gouverneur von Wyoming gewählt. Er war ein Kritiker der bundesstaatlichen Landpolitik. In diesem Zusammenhang drängte er darauf, dass alles Bundesland an den Staat zurückgehen sollte. Unter seiner Verwaltung wurde die erste staatliche Abteilung für psychische Verfassung gegründet. Ferner ließ er mit Bundesgenehmigung die erste Uranfabrik in Wyoming erbauen. 1958 wurde er bei seinem Wiederwahlversuch von John Joseph Hickey bezwungen; jedoch besiegte er diesen später bei dessen Kandidatur um den freien Sitz des US-Senators Edwin Keith Thomson, der kurz nach seiner Wahl 1960 verstorben war. Aufgrund der Auswirkungen von Parkinson strebte Simpson keine Wiederwahl in den Senat an.
Sein Sohn Alan gehörte von 1979 bis 1997 ebenfalls dem US-Senat an.